# Prentice (Wisconsin)
Prentice è un comune statunitense della Contea di Price, nello stato del Wisconsin. Esso fa parte della municipalità cittadina omonima.